# Chronicles of Chaos
Chronicles of Chaos foi uma revista eletrônica fundada em 1995 por Gino Filicetti e Adrian Bromley, dedicada à análise e cobertura de metal extremo e outros gêneros musicais relacionados. A sua primeira publicação ocorreu no mês de agosto do ano de 1995, estabelecendo-se como um marco ao ser reconhecida como uma das pioneiras entre as revistas eletrônicas do seu gênero. Foi descontinuada em agosto de 2015.